# Mycalesis vietteti
Mycalesis vietteti är en fjärilsart som beskrevs av Wörner 1976. Mycalesis vietteti ingår i släktet Mycalesis och familjen praktfjärilar. Inga underarter finns listade i Catalogue of Life.